# Хойбергер, Ренат
Ренат Хойбергер (англ. Renat Heuberger; род. 18 декабря 1976 года, Цюрих, Швейцария) — швейцарский предприниматель и менеджер, сооснователь и руководитель South Pole Group; член Совета директоров австрийской компании Climate Friendly Pty и вьетнамской VNEEC; эксперт по парниковым газам (см. Киотский протокол и Торговля эмиссионными квотами).

## Биография
Ренат Хойбергер родился 18 декабря 1976 года в Цюрихе (Швейцария).
В детстве мечтал стать журналистом.
После работы в швейцарском фонде технической кооперации Swisscontact в Индонезии в 16 лет Ренат стал сооснователем «Всемирного студенческого общества устойчивого развития» (англ. World Student Community on Sustainable Development), где участвовал в разработке междисциплинарной платформы «Семена устойчивости» (англ. Seed Sustainability).
Хойбергер получил степень магистра наук в области охраны окружающей среды в Швейцарской высшей технической школе Цюриха.
Позже он прошёл курс социального предпринимательства (фр. Social Entrepreneur Programme, ISEP) во французской бизнес-школе INSEAD.
В 2002 году Хойбергер стал сооснователем и руководителем (CEO) некоммерческой организации myclimate, выделившейся из Швейцарской высшей технической школы Цюриха и занимавшейся разработкой методов и стандартов в области изменения климата.
С момента создания myclimate Хойбергер становится активным сторонником, постоянным участником и спикером мероприятий, проводимых в рамках Рамочной конвенции ООН об изменении климата.
Развивая эту тему в 2013 году на Всемирном экономическом форуме в Давосе он выступил с докладом «Сдвиг удачи: К новому климатическому состоянию?» (англ. Shifting Fortunes: Towards a New Climate Framework?).
В 2006 году, вместе с Патриком Бюрги (нем. Patrick Bürgi), Томасом Камерата (англ. Thomas Camerata) и Кристофом Саттером основал и стал одним из руководителей компании South Pole Carbon Asset Management, Ltd. (сейчас South Pole Group), специализирующейся на проектах по сокращению выбросов парниковых газов, торговле эмиссионными квотами и консалтинговых услугах в своей области.
В 2012 году стал CEO компании.

## Награды и премии
13 декабря 2011 года Ренат Хойбергер, совместно с Кристофом Саттером, были названы Фондом Шваба социальными предпринимателями года, за работу в созданной ими компании South Pole Carbon Asset Management, сочетающую в себе устойчивое развитие и рыночный подход с решением глобальной проблемы изменения климата.